# Кровавое воскресенье (1933)
Айслебенское кровавое воскресенье (нем. Eislebener Blutsonntag) — нападение штурмовиков на членов молодёжной организации Коммунистической партии Германии.

## История
12 февраля 1933 года примерно 600 штурмовиков и эсэсовцев ворвались в одну из гимназий Айслебена, где в это время проходила церемония посвящения в совершеннолетие членов молодёжной организации КПГ. В ходе нападения штурмовики применили холодное и огнестрельное оружие, в результате чего 25 человек получило серьёзные ранения, а трое молодых людей (Отто Хельм, Вальтер Шнейдер и Ханс Зейдель) были убиты. Руководил нападением местный районный руководитель НСДАП (крайсляйтер) Людольф-Герман фон Альвенслебен — будущий шеф-адъютант рейхсфюрера СС Генриха Гиммлера и один из руководителей германских карательных органов на оккупированных территориях СССР.

## Последствия
В 1949—1950 гг. перед судом ГДР в городе Галле предстали участники этого нападения. 31 человек были осуждены на различные сроки тюремного заключения: от года до пожизненного.